# Motta d'Affermo
Motta d'Affermo là một đô thị ở tỉnh Messina trong vùng Sicilia của Italia, có vị trí cách khoảng 80 km về phía đông của Palermo và vào khoảng 110 km về phía tây của Messina. Tại thời điểm ngày 31 tháng 12 năm 2004, đô thị này có dân số 921 người và diện tích là 14,6 km².
Đô thị Motta d'Affermo có các frazione (subdivision) Torremuzza.
Motta d'Affermo giáp các đô thị: Pettineo, Reitano, Tusa.